# Lennart Rohlin
Bo Lennart Rohlin (ur. 29 marca 1944 w Malmö) – szwedzki szpadzista, złoty medalista mistrz świata.
Podczas mistrzostw świata w Grenoble w 1974 roku reprezentacja Szwecji w składzie: Rolf Edling, Hans Jacobson, Carl von Essen, Göran Flodström i Lennart Rohlin zwyciężyła w rywalizacji drużynowej. Był to jedyny medal Rohlina wywalczony w zawodach tego cyklu.
Nigdy nie wziął udziału w igrzyskach olimpijskich.